# Советская национальная политика
Советская национальная политика основывалась на понимании национального вопроса как совокупности политических, экономических, территориальных, правовых, идеологических и культурных отношений между нациями, национальными группами и народностями в различных общественно-экономических формациях. Социалистическая общественно-экономическая формация позволяла уничтожить национальный гнёт и национальное неравенство, установить дружбу народов, обеспечить расцвет экономики и культуры всех наций и народов и их сближение на основе принципов интернационализма.

## Политические концепции
В коммунистическом движении Российской империи принимали участие представители различных национальностей, многие из которых вдохновлялись национально-освободительными идеями — так, латышская социал-демократия была сильнейшим крылом РСДРП.

### Идеи В. И. Ленина
В,И, Ленин в ряде трудов 1912—1916 гг («Ко всем гражданам России», «Критические заметки по национальному вопросу», «О культурно-национальной автономии», «Рабочий класс и национальный вопрос», «О праве наций на самоопределение», «К вопросу о национальной политике») изложил основные программные требования большевиков по национальному вопросу, сделав вывод о неизбежности слияния наций при переходе к социализму. В то же время, считая национально-освободительное движение народов России союзником пролетариата в его классовой борьбе, он выдвинул тезис о предоставлении нациям свободы и самоопределения. Член- корреспондент РАН, этнолог В. А. Тишков отметил: «Ленин достаточно хорошо понимал политический потенциал этнонационализма для свержения царизма и победы над своими противниками, выступившими „за единую и неделимую“ Россию»", поэтому лозунг права наций на самоопределение привлек на сторону Советов большинство народов и этносов России.
Будучи диалектиком, В. И. Ленин эволюционизировал и в своих взглядах на национальный вопрос. Если до революции 1917 г он настаивал на единстве всех народов и противился идее федерализма. Однако меньшевики и эсеры продвигали лозунг культурно-национальной автономии, и Ленин ответил на это разработанным в 1917 г. положением о федерации двух типов — национально-территориальной автономии внутри государства и союзных договорных отношениях республик.
Эта концепция стала основой принятых в первый год существования советского государства законодательных актов и обращений:
- «Декларация прав народов России» (2 ноября 1917 г.). определила следующие принципы национальной программы:

1) равенство и суверенность народов России;
2) их право на свободное самоопределение (вплоть до отделения и образования самостоятельного государства);
3) отмена всех национальных и национально-религиозных привилегий и ограничений;
4) свободное развитие национальных меньшинств и этнографических групп, населяющих территорию России.
- «Ко всем трудящимся мусульманам России и Востока»,
- «Декларация прав трудящегося и эксплуатируемого народа».

Конституция РСФСР 1918 г, стала фундаментом советской национальной политики и вобрала в себя положения «Декларации прав трудящегося и эксплуатируемого народа», определив федеративное устройство страны. Однако целью советского государства была провозглашена фактически мировая революция трудящихся в борьбе против класса эксплуататоров: «установление социалистической организации общества и победы социализма во всех странах». Г
Конституция СССР 1924 г. назвала образование Союза ССР «новым решительным шагом по пути объединения трудящихся всех стран в мировую социалистическую Советскую Республику».
При этом в федерации Советской России существовали автономии, формировавшиеся по национальному принципу: трудовая коммуна, область, республика. Воплощение этнического принципа на практике обернулось своими позитивными и негативными последствиями. К первым можно отнести внимание к национальной культуре и приоритет национальных кадров (коренизация), ко вторым — возникающий внутри территориально-административных национальных образований национализм.

## Хронология законодательства
- 1917—1918 — признание права наций на полное самоопределение вплоть до отделения. Признание государственной независимости Финляндии, Польши, Украины, Турецкой Армении и т. д. Создание первых национальных автономий в составе РСФСР. Разрешение судоговорения на всех местных языках.[3] Народный комиссариат по делам национальностей (нарком И. В. Сталин). Декларация прав народов России.
- 31 октября 1918 года — постановление Народного комиссариата просвещения «О школах национальных меньшинств»[4]:

1. Все национальности, населяющие Российскую Социалистическую Федеративную Советскую Республику, пользуются правом организации обучения на своем родном языке на обеих ступенях Единой Трудовой Школы и в Высшей Школе.
2. Школы национальных меньшинств открываются там, где имеется достаточное количество учащихся данной национальности для организации школы, … не менее 25‑ти учащихся для одной и той же возрастной группы.
3. С целью культурного сближения и развития классовой солидарности трудящихся различных национальностей, в школах национальных меньшинств вводится обязательное изучение языка большинства населения данной области.

- 1920—1921 — создание в результате победы в гражданской войне национальных Советских республик.
- 1922 — Образование СССР. Ликвидация Народного комиссариата по делам национальностей.
- 1924—1925 — национально-государственное размежевание в Средней Азии. Повышение статуса некоторых национально-территориальных образований: автономная республика в составе РСФСР → национальная советская республика.
- 1920-е—18.02.1938 — развитие форм национальной автономии. Культурная революция. Период «коренизации» и «языкового строительства». На 1930 год в одной только Украинской ССР было 26 национальных районов и 1 121 национальный сельсовет. А на территории РСФСР к 1 декабря 1933 года было 117 национальных районов (в том числе 50 украинских) и более 3 тыс. сельсоветов.
- 1936 — принятие новой Конституции СССР. Ст. 121 Конституции указывает, что право граждан на образование обеспечивается, в частности, «обучением в школах на родном языке». Завершение «переходного периода от капитализма к социализму».
- 1938 — русский язык стал обязательным предметом во всех школах СССР;[5] административное введение кириллицы вместо латинского шрифта, который до этого использовался тюркскими народами СССР.
- 1939—1940 — принят курс на русификацию образовательных учреждений.[6]
- 1958 — родители получили право выбирать язык обучения для своих детей (многие предпочли русский).[7][8]
- 1977 — принятие Конституции СССР. Построение «развитого социалистического общества». Констатация формирования «новой исторической общности людей — советского народа».
- Платформа КПСС «Национальная политика партии в современных условиях», одобренная на Пленуме ЦК КПСС 19 сентября 1989 г. по докладу генерального секретаря ЦК КПСС Горбачева М. С., с предложением о восстановлении тысяч национальных районов и сельских советов, которые существовали в СССР в 1924—1938 гг.
- 1990 — закон «О языках народов СССР».[9]

## Образование на родном языке
Первые десятилетия существования СССР ознаменовались всплеском образовательных программ для представителей разных народностей, в том числе на их родных языках. К 1932 году почти все дети 8-11 лет были охвачены начальной школой, а только за 1929—1939 году общее число учащихся в СССР увеличилось в 2,3 раза. При этом начиная с 1918 года «с целью культурного сближения и развития классовой солидарности трудящихся различных национальностей, в школах национальных меньшинств вводится обязательное изучение языка большинства населения данной области».
Пиком обучения школьников на родном языке стал 1932 год, когда в советских начальных и средних школах детей обучали на 104 языках, в том числе некоторых мировых. Так, школ с преподаванием на немецком языке в РСФСР имелось 414, на Украине — 628; на Дальнем Востоке более 20 китайских школ обучали около четырёх тысяч детей китайских мигрантов, а учителей для них готовил китайский педагогический техникум.
Система образования на родном языке предусматривала не только начальное и основное, но и профессиональное образование. Так, в Белорусской ССР идиш как язык обучения практиковался в 19 из 24 учебных заведений системы профессионального образования Наркомпроса; на идише велось преподавание в 9 торговых школах и 2 индустриальных техникумах, 4 еврейских отделениях на вечерних и 6 отделений на дневных рабфаках, готовивших к поступлению в вуз или техникум, были открыты еврейские отделения в педагогических институтах в Витебске и Минске. В рамках ликвидации безграмотности в 1924—1925 гг. из общего количества развёрнутых школ для взрослых на белорусском языке работало 3 %, на польском — 0,2 %, а на идише — 15 %. В то время, как на идише работали 4 профессионально-технические школы, на белорусском языке в тот же момент не работала ни одна.

## Становление и развитие национальных культур и языков
В 1920-е годы бесписьменные народы не только виделись, но и фактически являлись племенами, народностями) которые при помощи советской власти должны были обрести, описать и развивать свою самобытную культуру. Неудачи, постигшие создание Татарско-Башкирской республики, Туркестанской автономии и Горской республики, привели к концепции строительства советских наций на этнической основе. Модернизационный проект требовал активного участия науки, школы, музеев, литературы и искусства. Выработкой образов «самобытности» для формированию этнических наций, включая представления о прошлом, занялись научные и научно-просветительские учреждения.

### Подготовка кадров
Чтобы создать сеть научных учреждений, уже в самые тяжелые годы Гражданской войны страна начала готовить кадры этнографов.
В 1919 году в Петрограде под эгидой Географического института при Петроградском университете видные учёные Лев Штернберг и Владимир Богораз-Тан создали Этнографическое отделение, позднее перешедшее на Восточный факультет.
В том же 1919 году в Москве, на Естественном факультете Московского университета под руководством Дмитрия Анучина была организована кафедра антропологии с антропологическим, палеоантропологическим и этнографическими циклами.
В 1922 году Этнологическое отделение (с кафедрой этнологии и социологии) было организовано на факультете общественных наук в Первом МГУ. В 1925 году отделение переросло в самостоятельный факультет с отделениями этнографии, литературы, историко-архивным, изобразительных искусств. Отделение этнографии состояло из археолого-этнографического музея и историко-этнологического кабинета. В 1925—1931 годах факультет возглавлял автор первого советского «Курса этнологии» Пётр Преображенский.
В 1925 году по инициативе Владимира Богораз-Тана на рабфаке Ленинградского университета сложилась «Северная группа», в которой начали подготовку кадров из числа коренных народностей Севера. В 1930 году на её базе был создан Институт народов Севера ЦИК СССР имени П. Г. Смидовича.

### Изучение этнографической карты страны
Ещё в 1917 году в составе Российской академии наук была организована Комиссия по изучению племенного состава населения России (КИПС), начавшая систематизацию знаний об этнокультурном разнообразии, составление этнографических карт и проведение национального размежевания.

### Создание институций

#### Москва и Ленинград
В 1924 году, после распада Горской республики и провозглашения на её месте нескольких мелких автономий, при Главнауке Наркомата просвещения РСФСР был создан Северо-Кавказский комитет (СКК), куда был включён отдел северокавказских языков Института востоковедения. Затем комитету поручили изучение языков и этнических культур других нацменьшинств СССР за пределами Кавказа, осенью 1925 года преобразовав СКК в Комитет по изучению языков и этнических культур народов Востока СССР. В июне 1926-го он превратился в Научно-исследовательский институт этнических и национальных культур народов советского Востока.
В 1924-м при президиуме ВЦИК начал работать Комитет содействия народностям северных окраин.
Среди других важных этнографических центров этого времени важную роль играли Музей антропологии и этнографии АН СССР, Этнографический отдел Русского музея, Всесоюзное географическое Российской ассоциации научно-исследовательских институтов общественных наук (РАНИОН) в Москве, Археолого-этнографический музей общество, Государственная академия истории материальной культуры (ГАИМК) в Ленинграде, секция этнологии Московского университета, Общество любителей естествознания, антропологии и этнографии при Московском университете, Центральный музей народоведения (позднее переименованный в Музей народов СССР) в Москве, Государственный музей Центрально-промышленной области.

#### Республики СССР
На Украине с 1920 года проводилась политика украинизации. С 1921 года работала Этнографическая комиссия Академии наук, к которой затем добавились Культурно-историческая комиссия, Кабинет антропологии, Музей этнологии и другие академические институции. В 1925 году на Украине было создано «Этнографическое товарищество».
В Белоруссии была основана кафедра этнографии Института белорусской культуры.
В Закавказье этнографическая и археологическая работа традиционно сосредоточивалась в Тифлисе, где работали Музей Грузии, Научно-исследовательский институт кавказоведения, Кавказский историко-археологический институт Академии наук.
В Армении этнографические работы проводил историко-филологический факультет Ереванского университета.
В Баку действовал Музей истории народов Азербайджана, в 1923 году при Наркомпросе были учреждены Археологическая комиссия (с 1927 года — Азкомстарис, Азербайджанский комитет по охране памятников старины и искусства) и Общество обследования и изучения Азербайджана.
Крупнейшим центром изучения этнографии в Туркестане стал Ташкент, где работали Среднеазиатский государственный университет и Средазкомстарис (затем Узкомстарис).
В Туркмении работал Институт туркменской культуры, а в Киргизии и Казахстане этнографической работой занимались местные краеведческие общества.

## Преследования и репрессии по национальному признаку

### Антисемитизм в СССР
Государственная политика по отношению к евреям была двойственной. С одной стороны, официально антисемитизм рассматривался как негативное наследие «великодержавного шовинизма» Российской империи. Положительное отношение к евреям также помогало сохранять образ СССР как основного борца с нацизмом. С другой стороны, минимизация национальной идентичности советских евреев и особенно связанной с созданием государства Израиль подталкивали государство к юдофобии.
На государственном уровне антисемитизм возник в СССР в конце 1930-х годов и достиг пика в конце 1940-х — начале 1950-х. Кампания по «борьбе с космополитизмом», начавшаяся в 1946 году, превратилась в антисемитскую — с преследованиями и массовыми арестами. В 1948 году был закрыт Еврейский антифашистский комитет и ряд других национальных учреждений, активисты ЕАК были казнены. «Дело врачей», начатое в январе 1953 года, по слухам, должно было стать прелюдией к массовой депортации евреев в лагеря, но было прекращено после смерти Сталина.
После 1953 года накал антисемитизма в СССР стал спадать. Однако начиная с 1967 года после арабо-израильской Шестидневной войны в СССР резко усилилась антисионистская пропаганда, часто переходившая в предубеждение к евреям.
Отношение советских властей к сионизму с течением времени менялось, но в целом всегда оставалось негативным: сионистская деятельность преследовалась властями, начиная с 1920-х и вплоть до перестройки. В «Краткой еврейской энциклопедии» отмечается, что термин «сионизм» приобрёл в СССР «не столько реальный историко-политический смысл, сколько расширительный и во многом мифологический». В теории сионистами считались носители шовинистической и расистской идеологии, на практике термин употреблялся в отношении любого неугодного еврея, не имеющего никакого отношения к сионизму. В Советской России и СССР в 1919—1989 годы преподавание иврита (за исключением изучения на кафедрах востоковедения) было запрещено. Выезд евреев на постоянное место жительства в Израиль был крайне затруднён. Сионисты массово подвергались преследованиям и репрессиям.
Во многих областях деятельности в СССР существовала неузаконенная дискриминация в отношении евреев. В частности, со второй половины 1960-х по начало 1980-х годов евреи, получающие образование или работающие в области математики в СССР, подвергались дискриминации при поступлении в вузы, в аспирантуру и на работу, при защите диссертаций, при попытке опубликовать статью или книгу, при поездках на научные конференции и за границу.